# Rubus buergeri
Rubus buergeri är en rosväxtart som beskrevs av Friedrich Anton Wilhelm Miquel. Rubus buergeri ingår i släktet rubusar, och familjen rosväxter. Inga underarter finns listade i Catalogue of Life.

## Bildgalleri

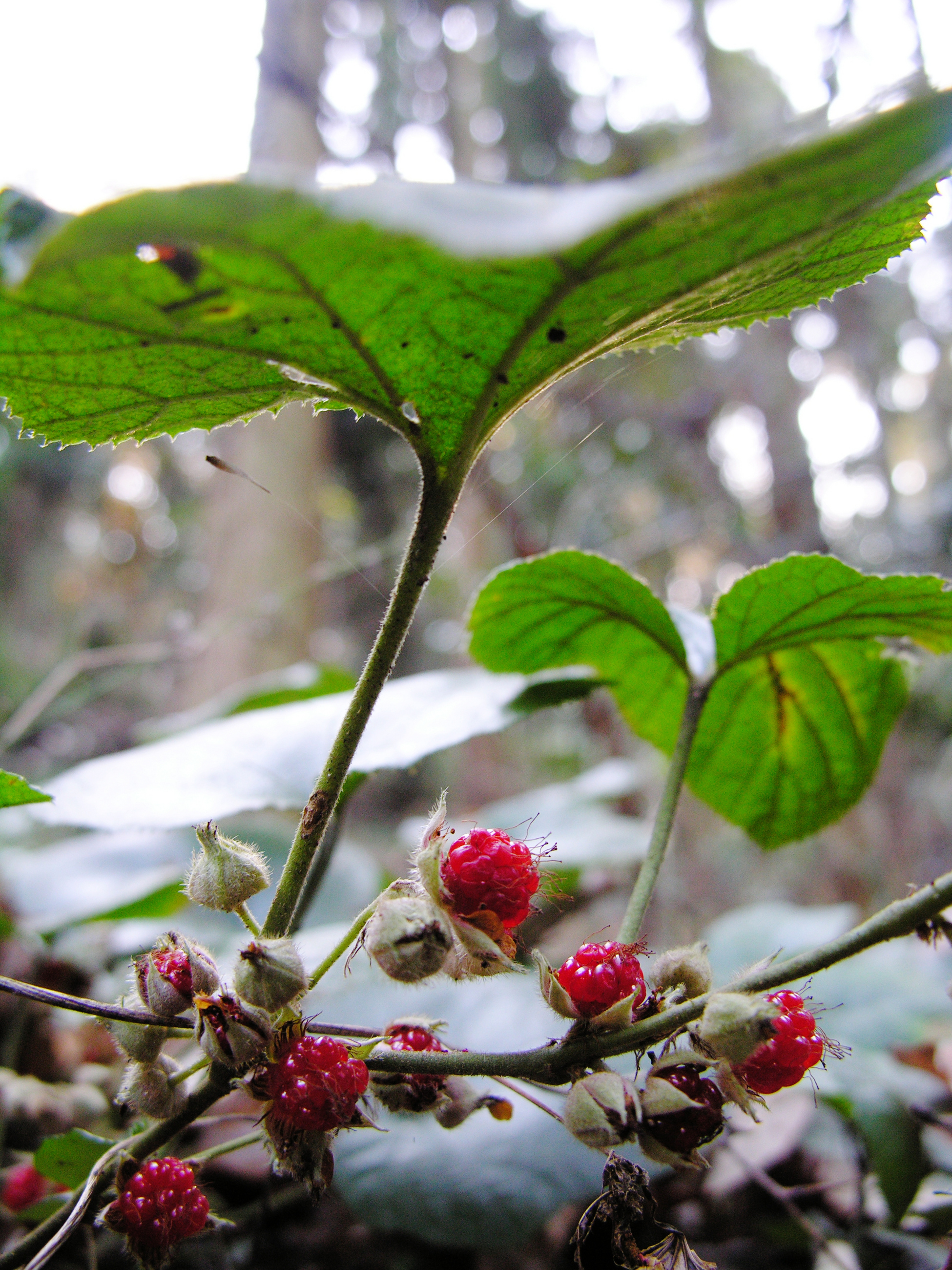
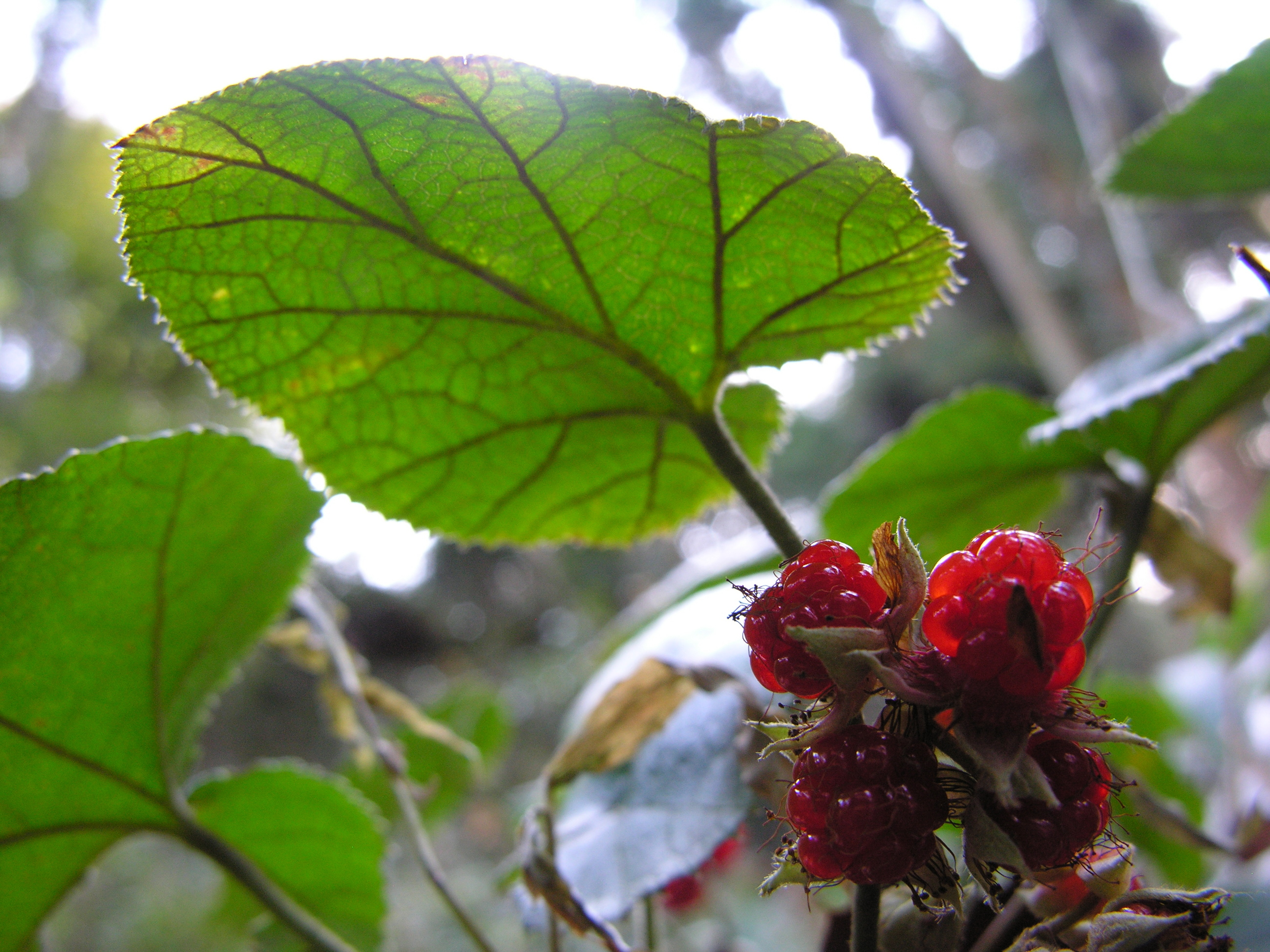
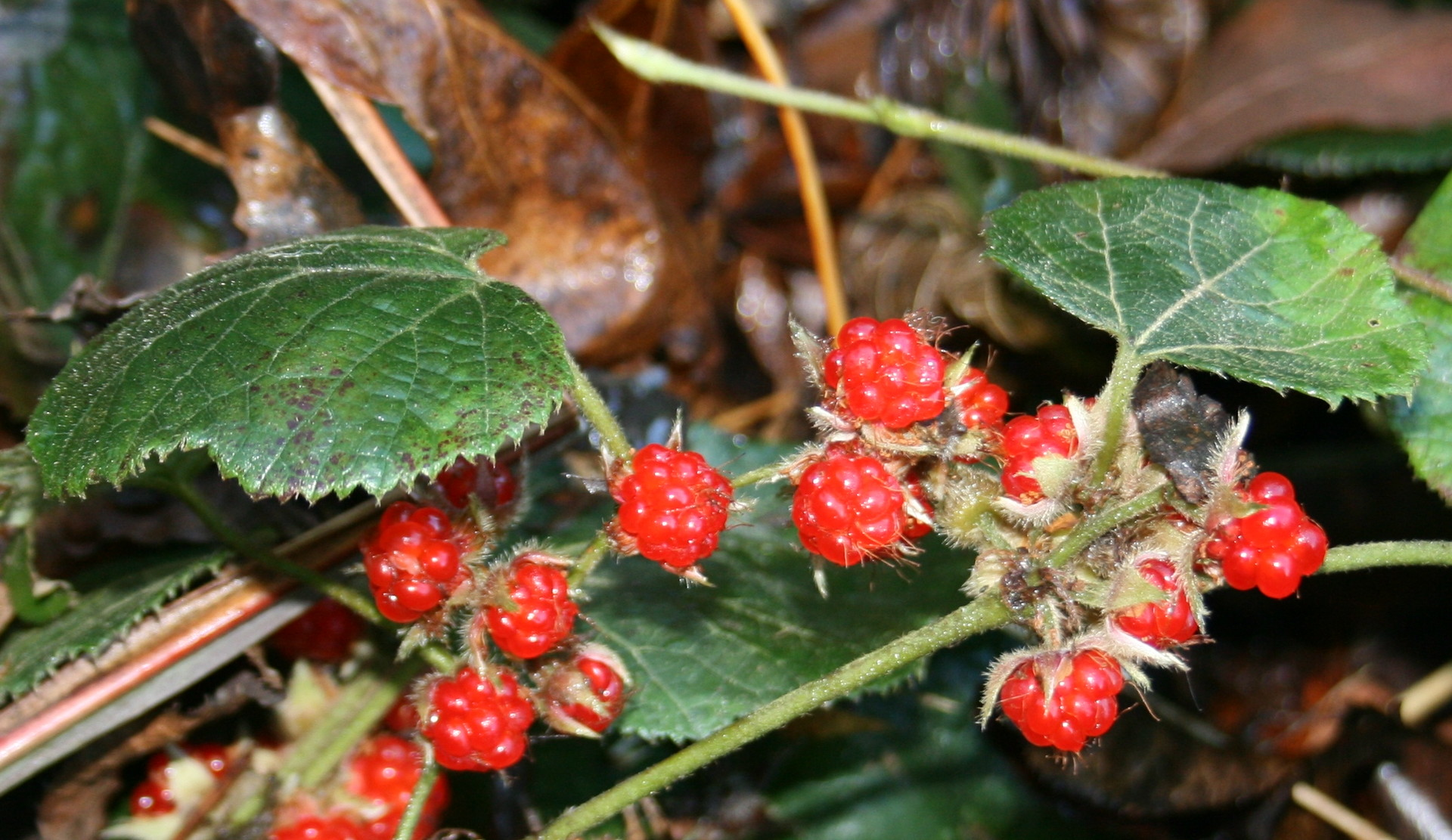
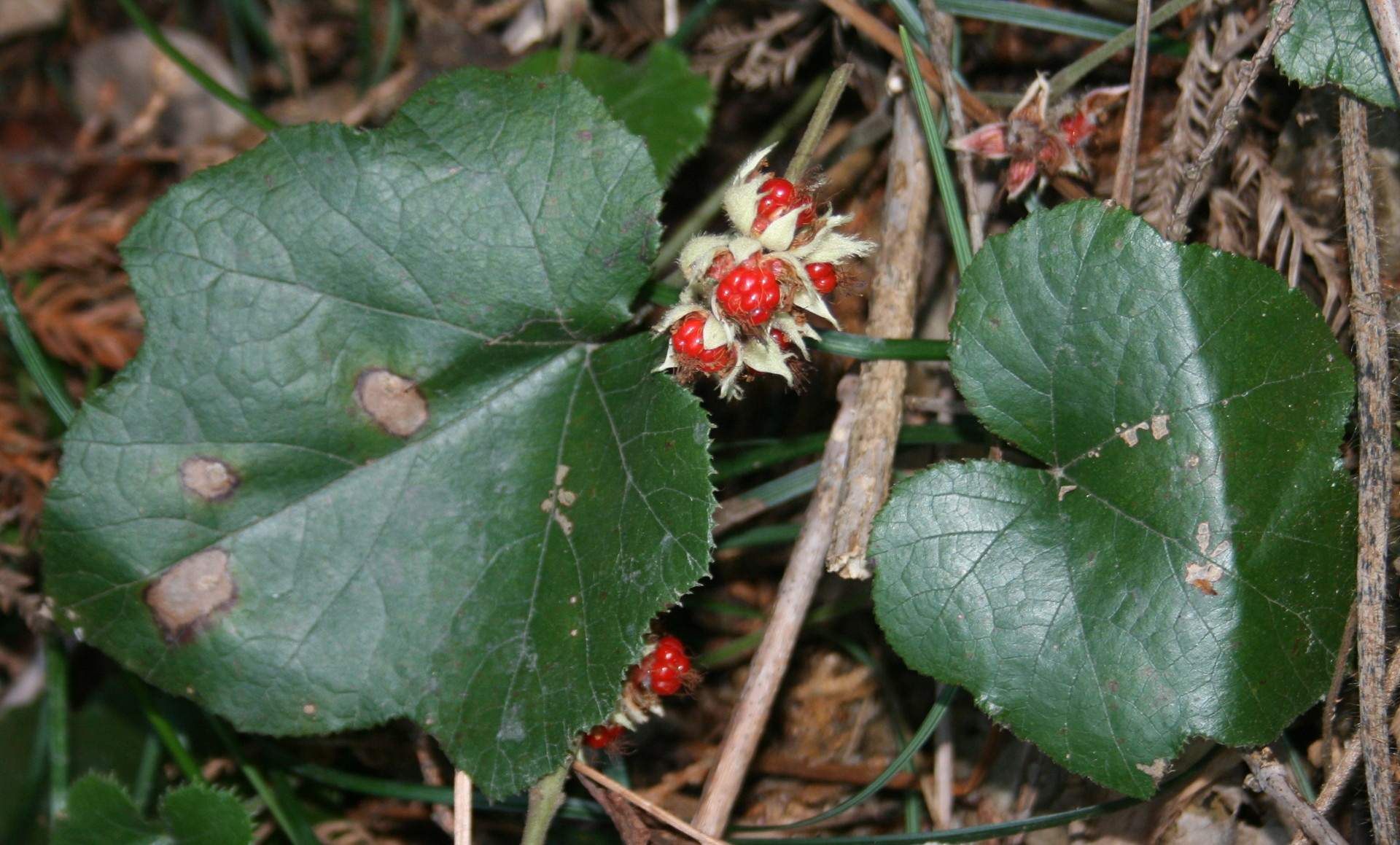